# Slaget vid Sekigahara

Slaget vid Sekigahara.

Slaget vid Sekigahara stod 21 oktober 1600 i dagens Gifu prefektur. Segraren var Tokugawa Ieyasu.

## 1574–1600
Tre daimyor, länsherrar, Oda Nobunaga, Toyotomi Hideyoshi och Tokugawa Ieyasu förenade den japanska feodalismen genom att skapa flera koalitioner under sig.
Med hjälp från Tokugawas trupper anföll Nobunaga Kyoto 1568. Han besegrade slottets försvarare och förintade det buddhistiska motståndet i staden. Eftersom han var fientligt inställd till buddhismen blev han automatiskt vänligt inställd till kristendomen som han välkomnade med öppna armar. När han lyckades med detta lyckades han också erövra det buddhistiska slottet i Osaka. Han konfiskerade sina fienders länder och började bygga ett högkvarter i form av ett slott i Azuchi. Men slottet färdigställdes aldrig eftersom Oda Nobunaga blev mördad av en daimyo som förrådde honom.
Nobunaga lämnade efter sig en omyndig son och en av fyra förmyndare till sonen blev hans allierade Hideyoshi. Men ganska snart lyckades han ta över Nobunagas makt och började bekämpa de fientliga daimyos. År 1586 invaderade han Kyushu med 280 000 man. Och därigenom besegrade han den farliga fienden Shimazu. För att försäkra sig om sina vasallers lojalitet mot honom tog han deras fruar som gisslan och gömde dem på olika ställen i landet. År 1588 skapade han en lag som förbjöd bönderna att bära vapen vilket senare gjorde att de utvecklade olika former av kampsporter. När han dog 1598 lämnade han efter sig en son som han gjorde Tokugawa Ieyasu till förmyndare över.

## 1600
Efter Hideyoshis son Hideyoris misslyckade invasion av Korea, var Toyotomiklanen försvagad. Kriget försvagade även Hideyoris ställning till sina generaler. Flera av generalerna var stridiga inbördes och det enda som höll de två fraktionerna från öppet krig var just Hideyori och hans bror Hidenaga. När båda två dog sveptes alla former av vänlighet bort. Tokugawa Iyeasu tog chansen och rekryterade flera militära ledare från Toyotomiklanen vilket han gjorde bara för att försvaga klanen och förstärka sin egen ställning. 
När senare Maeda Toshiie, den sista ättlingen till Nobunaga Oda, dog menade man att det inte fanns någon kvar som skulle kunna utmana Tokugawa. Man menade att han själv skulle ta över Toyotomiklanens ägor. Men det fanns flera som oroade sig över detta eftersom det var exakt vad Hideyoshi hade gjort med Nobunaga. 
Men en av Hideyoshis tillförordnade regenter Uesugi Kagekatsu trotsade Tokugawas regim genom att bygga upp sina militära styrkor. När Tokugawa skickade ett meddelande till Uesugi där han bad honom att inställa sig hos kejsaren i Edo för att förklara sig, svarade Uesugi genom att öppet håna tokugawas regler och inte infinna sig.
Tokugawa samlade då runt sig sina allierade och de gick till förenat anfall mot Uesugi, som nu för anklagad för förräderi mot Tokugawaregimen. Men en av länsherrarna, Ishida, tog chansen och bildade en allians med de västra delarna av landet. Denna västra armé leddes officiellt av Mori Terumoto. Sedan förklarade Ishida officiellt krig mot Tokugawa och den ”östra armén.” Den västra armén belägrade slottet i Fushimi och lade under sig stora områden i området Kansai. Efter en månad hade styrkorna nått Minoprovinsen där Sekigahara låg.
Samtidigt fick Tokugawa bud om oroligheterna i Kansai. Han samlade den östra armén och gick mot Sekigahara. Han skickade sin son, Hidetada, en annan väg för att anfalla Sanada Masayukis slott. Men trots försvararnas underlägsna antal lyckades de döda tretusen av Hidetadas 38 000 soldater vilket gav dem en förkrossande seger. Detta var även mycket för att Hidetadas styrkor inte kunde få någon lättförsvarad position. Detta resulterade i att Hidetadas styrkor aldrig anlände till slagfälet.
Den 15 september började de båda sidorna ställa upp sina styrkor vid Sekigahara. Den östra armén bestod av 88 888 soldater då den västra bara mätte 81 890 soldater.
Trots den västra arméns strategiska positioner hade Tokugawa lovat vissa av generalerna med nyckelpositioner under slaget att de skulle få stora landområden om de aldrig gick in i striden.
Två sådana generaler var Mori Hidemoto och Kobayakawa Hideaki. Dessa generaler hade sina styrkor i en sån position så att om de anföll skulle Tokugawas armé vara omringad på tre håll. Men frestade av Tokugawas erbjudande gick de inte in i striden.

### Slutresultat
Men trots Tokugawas erbjudande förblev Kobayakawa Hideaki neutral utan att hjälpa någon sida. Inte förrän Tokugawa beordrade sina skytteförband att öppna eld mot Kobayakawa Hideakis trupper, anföll de den västra armén. 
Under striden splittrades och flydde flera av de västra generalerna. Några begick självmord och flera stycken, däribland Ishida själv, blev tillfångatagna och avrättade. Striden kunde ha slutat annorlunda om de 15 000 man som anföll ett fort skulle ha anlänt till striden. Dessa trupper utklassade senare de försvarande soldaterna som bara hade en styrka på 500 man.
Efter striden tog Tokugawa tillbaka områdena han förlorat och några till. Eftersom han nu hade kontroll över hela Toyotomiklanens makt, utnämndes han av kejsaren till Shogun, vilket gav honom makten över hela landets arméer. Denna position hade varit tom sedan slutet av Ashikagashogunatet.
Under Tokugawashogunatet enades hela Japan vilket inledde en tid av centralmakt direkt under Tokugawa. Under 1600-talet inleddes en era då Japan isolerades från omvärlden. Detta ledde till att Japan nästan fullständigt stannade i teknisk utveckling. Denna isolering höll i sig ända till år 1854 då Matthew C. Perry tvingade landet att öppna sig genom Kanagawakonventionen. Efter detta ökade Japans kontakt mot västvärlden starkt och med den även den japanska utvecklingen.
Tekniskt sett förlorade Tokugawa sin makt i ”Kriget i drakens år” eller Boshinkriget. 
Den mest förkrossande förlusten för Tokugawas trupper var vid Tobu Fushimi där trupper från Choshu och Satsumaprovinserna besegrade den tidigare shogunens trupper. Som en följd av detta tog kejsaren av Yoshinobu över hans resterande makt. En del av de trogna trupperna tog sin tillflykt till Hokkaido där de försökte bilda utbrytarrepubliken Ezo, men försöket kuvades i maj 1869 vid belägringen av Hakodate på Hokkaido. Segern över den förre shogunens styrkor markerade slutet på motståndet mot kejsaren.